# Herman Van Campenhout
Herman Van Campenhout (Meise, 17 december 1943) is een Belgisch schrijver van jeugdliteratuur. 
Hoewel zijn ouders het niet breed hadden, mocht hij van hen toch studeren en blijven leren. Van Campenhout heeft de lerarenopleiding Nederlands gedaan en daarnaast heeft hij ook nog geschiedenis en godsdienst gestudeerd. Jarenlang heeft hij als leraar Nederlands en Godsdienst op een middelbare school gewerkt: van 1968 t/m 1998. Op dit moment is hij fulltime schrijver.

## Prijzen
In 2001 kreeg Van Campenhout de Prijs van de Kinder- en Jeugdjury Limburg voor het boek Lentel, over een meisje dat met de jeugdrechter in aanraking komt en op een dag verdwenen is. Het boek is geïnspireerd op de gebeurtenissen rondom Marc Dutroux, de moordenaar van vier Belgische meisjes. In 2003 kreeg Van Campenhout de Prijs van de Kinderjury voor het boek De stille soldaat. De hoofdprijs was genomineerd voor de Kinderjury 2006. Van Campenhout kreeg ook een prijs voor het boek De zaak Toetanchamon.